# Philippe Thomassin
Pour les articles homonymes, voir Thomassin.
Philippe Thomassin, né à Troyes le 28 janvier 1562 et mort à Rome le 12 mai 1622 , est un graveur buriniste français établi à Rome en 1585.
Il est le premier maître de Jacques Callot, qui apprend le métier de graveur dans l'atelier de Thomassin à son arrivée à Rome en 1609, à l'âge de 17 ans.

## Biographie

### Les premières années
On sait assez peu de choses de Philippe Thomassin ; en dehors de ce qu'on connaît de lui au travers de la biographie de Callot, les sources sont rares,.
Philippe Thomassin naquit à Troyes le 28 janvier 1562 ; il était l'un des douze enfants qu'eurent Jehan Thomassin, « ceinturier », et Nicole Aubry, son épouse.
Au sortir de l'école primaire, il fut tout d'abord apprenti orfèvre à Troyes, vers 1577. Il reprit tout d'abord un métier similaire à celui de son père, ciselant des boucles et des ornements de ceinturons, fort en vogue dans la deuxième moitié du XVIe siècle. Mais il abandonna vite ce métier, qui ne lui permettait pas de gagner sa vie de façon satisfaisante, pour perfectionner son talent de buriniste.

### Graveur à Rome

#### Les débuts
Orphelin, après la mort de sa mère en 1574, puis de son père, au cours de l'épidémie de peste survenue à Troyes au cours de l'année 1582, il arriva à Rome en 1585, sans aucune ressource. Il travailla alors brièvement pour l'éditeur de gravure Claude Duchet. Malheureusement, celui-ci devait mourir prématurément avant la fin de l'année 1585.
Philippe Thomassin fut alors embauché pour un temps par Antonio Tempesta au cours de l'année 1586.
Dans les années qui suivirent, il eut l'occasion de réaliser des œuvres importantes, par exemple le portrait d'un capucin très populaire, le frère Félix de Cantalice, mort à Rome, le 18 mai 1587. La même année, il reçut commande d'une série d'illustrations des nouveaux statuts de l'ordre de Saint-Jean de Jérusalem, comportant 52 portraits de grands maîtres de l'Ordre.

#### L'association avec Jean Turpin
En 1588, il s'associa avec son beau-frère, le peintre Jean Turpin, qui avait épousé la sœur de sa femme. Philippe Thomassin était chargé de la partie artistique et du tirage des gravures, cependant que Jean Turpin s'occupait de la commercialisation. Thomassin commença alors à graver des sujets religieux, dont il se faisait un grand commerce à Rome, gravant des reproductions de peintures d'artistes italiens tels que Federico Barocci (« Frédéric Baroche »), Antonio Tempesta et Francesco Vanni, ainsi que d'artistes français comme Martin Fréminet, dont il grava de nombreuses œuvres, jusqu'au départ de celui-ci de Rome, en 1602 (une « Annonciation », une « Flagellation », ou encore un « Saint-Sébastien », ou encore un « Baptême de Jésus », par exemple) ; il copia également des artistes flamands (Johan Sadeler, Sébastien Vrancx, etc.).
En 1590, à la suite de la gravure d'un portrait du roi Henri IV (encore protestant), il se trouve confronté à de sérieux problèmes avec l'Inquisition, et passe quelques jours  au cachot, au mois de juin 1590.

#### Après l'association avec Turpin
Au début de l'année 1602, à la suite de la mort de sa femme Barbara l'année précédente, il mit fin à son association avec Jean Turpin, lui abandonnant ses planches gravées, soit quelque 240 cuivres (Turpin fera effacer le nom de Philippe Thomassin).
Tout au long de sa carrière, pendant comme après son association avec Jean Turpin, Philippe Thomassin – conformément à la pratique de l'époque – copiait librement des œuvres d'autres graveurs, ou encore de peintres, et achetait les cuivres d'autres graveurs, dont il n'hésitait pas à modifier à la fois le sujet et la signature, bref, faisait commerce d'images sans se préoccuper de ce qu’on appellerait aujourd'hui les droits d'auteurs.
Après la fin de son association avec Jean Turpin, il poursuivit sa carrière de graveur, gravant par exemple des œuvres de Claude Déruet (« Saint François de Paule », « Jésus condamné », etc.) et, en 1609, prit comme apprenti le tout jeune Jacques Callot, dont il sera le premier maître. Il grava encore de nombreuses œuvres, presque toutes religieuses (car il fallait l'accord de la censure pour éditer des gravures profanes), telles que « Jésus et les douze apôtres » d'après Raphaël, en 1621.
Philippe Thomassin mourut à Rome après une longue carrière, le 12 mai 1622. Son arrière-petit-neveu Simon Thomassin fut graveur, comme lui.

## Relation avec Jacques Callot
Au-delà d'un certain nombre de belles pièces qu'exécuta Philippe Thomassin au cours de sa carrière, il produisait également des gravures purement commerciales, pour lesquelles il faisait travailler des graveurs débutants payés à la journée ; il s'agissait bien souvent de copies bon marché d'œuvres connues. Ce furent là les premiers travaux dont il chargea Jacques Callot, lorsque celui-ci vint travailler chez lui, du début de 1609 à la fin de 1611.
C'est à cette date que Callot quitta Philippe Thomassin, celui-ci étant, selon Félibien, jaloux de « la familiarité, peut-être trop grande, que Callot, alors jeune et bien fait, avait avec sa femme. » Jacques Callot partit alors travailler à Florence, chez Giulio Parigi.

## Quelques œuvres
- Adoration des Bergers, d'après Potenzano, de Païenne (1591)
- Annonciation, 431 x 505, d'après Federico Barocci (1588)
- Céphale et Procris, d'après Giulio Romano
- Chemin de Damas, 403 x 547, d'après Sébastien Vrancx (1597)
- Chemin de Damas, 510 x 370, burin d'après Antonio Tempesta (1588)
- Félix de Cantalice, mort le 18 mai 1587 (1587)
- Femme avec un dragon
- Flagellation, d'après Martin Fréminet (1591)
- Galathée, d'après J. Zucca (1619)
- Hospitaliers de l'ordre de Saint-Jean de Jérusalem s'occupant des malades
- Incendie du Borgho, 440 x 580, d'après Raphaël (1610)
- Jésus au tombeau, 525 x 385, d'après Frederico Barocci : dédié à François de Luxembourg, duc de Piney (1590)
- Portrait du duc de Mercœur (1595)
- Sainte Catherine de Sienne, en 11 estampes : Vie et miracles, d'après Francesco Vanni, chez Florimi, à Sienne (1597)
- Sainte Catherine recevant dans ses bras l'Enfant Jésus, d'après Francesco Vanni
- Sainte Cécile, entourée d'autres saints, d'après Raphaël (1617)
- Translation de la Sainte Maison de Lorette, d'après Pompeo Cesura
- Triomphe des Beaux-Arts, d'après B. Spranger, d'Anvers, copiée sur J. Muller, d'Anvers (1599)
- Vertus et Vices, en 15 planches, copiés sur Henri Goltz, œuvre dédiée à Séraphin Olivier
- Vie de Saint-Benoît, en 52 estampes, 142 x 116, d'après B. Passaro (1586)